# Merritt Finley Miller
Merritt Finley Miller (auch Merritt F. Miller, M. F. Miller; * 7. Juli 1875 in Grove City, Ohio; † 12. Dezember 1965 in Columbus, Ohio) war ein US-amerikanischer Agrarwissenschaftler und Bodenkundler.

## Leben

### Familie und Ausbildung
Der episkopalisch getaufte, aus Grove City gebürtige Merritt Finley Miller, Sohn des Edward Miller und der Eliza Demorest Miller, studierte nach seinem High-School-Abschluss von 1895 bis 1896 an der Ohio Wesleyan University in Delaware. Im Anschluss nahm er das Studium der Agrarwissenschaften an der Ohio State University in Columbus auf, 1900 erhielt er einen Bachelor of Agricultural Science. Er setzte das Studium an der Cornell University in Ithaca fort, 1901 graduierte er zum Master of Agricultural Science. Auslandsstudien führten Miller von 1910 bis 1911 an die Georg-August-Universität Göttingen sowie von 1933 bis 1934 an die Ludwig-Maximilians-Universität München.
Merritt Finley Miller heiratete am 19. Dezember 1914 Flora Grace Ernst. Aus der Ehe gingen die Kinder Edward Ernst, Elizabeth Marie, Robert Demorest sowie Daniel Weber hervor. Miller starb im Dezember 1965 im Alter von 90 Jahren in Columbus. Seine letzte Ruhestätte fand er auf dem dortigen Green Lawn Cemetery.

### Beruflicher Werdegang
Merritt Finley Miller war nach dem Studienabschluss ein Jahr als Soil Surveyor im U.S. Department of Agriculture eingesetzt. Danach trat er eine Stelle als Instructor in Agronomy an der Ohio State University an, 1903 wurde er zum Assistant Professor befördert. 1904 folgte Miller einem Ruf als Professor of Agronomy an die University of Missouri nach Columbia. Seit 1914 lehrte Miller als Professor of Soils, 1938 legte er diese Funktion nieder. In der Folge wirkte er als Dean des College of Agriculture und Director der Agricultural Experiment Station, 1945 wurde er emeritiert.
Merritt Finley Miller, anerkannte Kapazität auf den Gebieten der Pflanzenbauwissenschaften und Bodenkunde, Autor von Bulletins betreffend die Missouri Agricultural Experiment Station und von zahlreichen Artikeln in Fachzeitschriften, wurde zum Fellow der American Association for the Advancement of Science gewählt. Der Freimaurer Miller hatte Mitgliedschaften in der American Society of Agronomy, der American Society of Soil Science, der International Society of Soil Science, der Honor Society of Agriculture, Gamma Sigma Delta, der Collegiate Society for Agriculture, Alpha Zeta, der Acacia Fraternity und in der wissenschaftlichen Vereinigung Sigma Xi inne. Das Kansas State College und die Ohio State University würdigten seine Leistungen durch die Verleihung von Ehrendoktoraten.

## Schriften
- zusammen mit C. B. Hutchison: Soil experiments on the prairie silt loam of southwest Missouri. in: Bulletin (University of Missouri. Agricultural Experiment Station), no. 84. University of Missouri, College of Agriculture, Agricultural Experiment Station, Columbia, Mo. 1910
- The seeding of cowpeas. in: Circular (University of Missouri. Agricultural Experiment Station), no. 53. University of Missouri, Agricultural Experiment Station, Columbia, Mo., 1912
- zusammen mit Herman Henry Krusekopf: Agricultural lime. in: Bulletin (University of Missouri. Agricultural Experiment Station), 171. University of Missouri, College of Agriculture, Agricultural Experiment Station, 1920
- The Soil and Its Management. New York Ginn and Co., Boston, 1924
- zusammen mit Herman Henry Krusekopf: The Soils of Missouri. in: Bulletin (University of Missouri. Agricultural Experiment Station), 264. University of Missouri, College of Agriculture, Agricultural Experiment Station, Columbia, Mo., 1929
- Life and work of C.F. Marbut, soil scientist : a memorial volume. Soil Science Society of America, Columbia, Mo., 1942
- Soil conservation and improvement in Missouri. in: Bulletin (University of Missouri. Agricultural Experiment Station), 736. University of Missouri, Agricultural Experiment Station, Columbia, Mo., 1959